# Јулиус Мадрич
Јулиус Мадрич (4. август 1906 — 11. јун 1984) био је бечки бизнисмен који је помагао да се спасу животи Јевреја током Холокауста.

## Биографија
У пролеће 1940. Мадрич је дошао у Краков да би избегао регрутацију у немачки Вермахт. Пошто је био трговац текстилом, Мадрич је убрзо сазнао да може зарадити више новца од производње текстила. Крајем 1940. Мадрич је успео да отвори фабрику за шивење у Кракову која је запошљавала око 800 Јевреја и Пољака са 300 шиваћих машина. Слично Оскару Шиндлеру, Мадрич је стекао репутацију доброг човека који се добро опходио према својим јеврејским радницима.
У Кракову је Мадрич спасао животе хиљада Јевреја и такође је настојао да им животе учини подношљивијим. Запошљавао је много радника без стручног искуства и обуке. Заједно са својим директором фабрике Рајмундом Тичом обезбедио је хумане и удобне услове за рад. Сваки радник је сваког дана добијао довољно хлеба да би могао да прода део и купи друге намирнице. Јеврејима је било дозвољено да ступе у контакт са Пољацима ван фабрике. Фабричке кухиње храниле су више од хиљаду јеврејских радника храном која се другде није могла набавити. Штавише, Мадрич је основао нове радионице, укључујући једну у концентрационом логору Плашов (1943. након што је Краковски гето ликвидиран и затворен), другу у гету Бохња (1942.)  и трећу у гету Тарнов (1942), која је баш као и она у Кракову запошљавала око 800 радника са 300 шиваћих машина). Тврдио је да је све ово учинио због „сталног мољења Јеврејског савета у Кракову“.
Непосредно пре него што је Краковски гето ликвидиран у марту 1943. године, Мадрич је радио са Освалдом Боском како би омогућио многим породицама, посебно онима са децом, да уђу у његову оближњу фабрику; спасавајући тако многе Јевреје од смрти. Такође је организовао смештај деце у домове Пољака у самом граду. Неколико недеља касније добио је дозволу од СС- а да пребаци неке од ових Јевреја у своје фабрике у Бохњи и Тарнову. Дана 25. марта 1943, само дванаест дана након ликвидације Краковског гета, Мадрич и Тич су возом пребацили одређени број Јевреја у Бохњу и Тарнов.
Мадрич је морао стално да интервенише код СС-а, полиције и Бироа рада да би добио радне дозволе за своје Јевреје. На пример, Биро рада је инсистирао да запосли Пољаке уместо Јевреја. Званичници генералне владе оптужили су да је Мадрич „саботирао пребацивања Јевреја [у гето] и да би могао наићи на потешкоће са Гестапоом“. То није одвратило Мадрича да ангажује још Јевреја, тврдећи да су они "важни за ратне напоре". У једном тренутку Мадрич је ухапшен, али убрзо пуштен због блиских веза са одређеним СС официрима.
Крајем августа 1944. командант Плашова Амон Гет ликвидирао је гето Тарнов, највећи преостали гето у Западној Галицији. Мадрич је добио уверавања да се "његовим људима" ништа неће догодити. Мадричеви Јевреји су послати у радни логор за робове у Шлезији, који је опслуживао фабрику синтетичког уља. Покренути су да раде на изградњи објеката и нових радионица за СС. Мадрич је преузео овај грађевински посао да би његови радници остали живи. Штавише, неки од његових радника су камионима прокријумчарени из гета и отишли у Мађарску и Словачку.
Дана 14. септембра 1943. Мадрич је добио дозволу да премести своје фабрике у Плашов. Запослио је две хиљаде Јевреја као раднике и обезбедио им храну, одећу и обућу. Мадрич је морао да плати СС-у храну и друге залихе. Када је Гет сазнао да је скоро четвртина Мадричових радника старија од максималне старости за робове, покушао је да смањи радну снагу у складу са тим. Међутим, Мадрич је успешно инсистирао да су старији радници „највреднији“.
До 1944. Црвена армија се приближавала Кракову, док је Плашов већ капитулирао. Јевреји је требало да буду депортовани у логоре смрти попут Аушвица и Грос-Розена. Мадрич није имао фабрике даље на западу, па стога више није могао да штити своје јеврејске раднике. Међутим, он и Оскар Шиндлер су постали пријатељи. Шиндлер се спремао да отвори фабрику муниције у Брненцу, у чешком протекторату, у којој би запошљавали Јевреје. Када је дошло време да се састави чувени списак Шиндлерјудена 1944, Шиндлер је пристао да дода шездесет Мадричевих Јевреја. После рата, међутим, њихово пријатељство се погоршало због спора око пребацивања неких Мадричевих Јевреја у Шиндлерову фабрику и сличних неспоразума.
Године 1964. Јад Вашем је почастио Мадрича признањем Праведник међу народима. У филму Шиндлерова листа из 1993. Мадрича је глумио немачки глумац Ханс-Јорг Асман.
Јулиус Мадрич је умро 11. јуна 1984. Сахрањен је у Средишњем гробљу у Бечу.